# Phaeosphaeria maritima
Phaeosphaeria maritima är en svampart som tillhör divisionen sporsäcksvampar, och som beskrevs av Ove Erik Eriksson. Phaeosphaeria maritima ingår i släktet Phaeosphaeria, och familjen Phaeosphaeriaceae. Arten är reproducerande i Sverige.